# Eberling Béla
Eberling Béla, teljes nevén Eberling Béla József, 1938-tól Budaváry (Budapest, 1881. szeptember 19. – Budapest, Kőbánya, 1954. május 1.) magyar népies stílusú építész, minisztériumi műszaki tanácsos.

## Életútja és munkássága
Eberling István és Leifer Sarolta fia. A budapesti Műegyetemen diplomázott, 1903-ban. Sógorával, Schodits Lajos műépítésszel sok szép szecessziós épületet terveztek, pl. a Wekerletelepen több lakástípust, a Kós Károly tér 4. sz. alatti nagy mozis házat, a kispesti rendőrpalotát, Budán a Zsigmond utca 44. sz. alatti Esplanade Szállót és a XI. Orlay u. 9. sz. alatti bérházat, a pesti Aréna, a mai Dózsa György út 150-152. szám alatt a Népszállót, 1911–12-ben. Utóbbi egységes Jugendstil architektúrájú volt, de ennek belülről mára csak nyomai maradtak. 1913. június 10-én Budapesten feleségül vette Győri Máriát, Czompó Sándor és Kampós Terézia lányát. 1938-ban Eberling családi nevét Budaváryra változtatta.

## Galéria

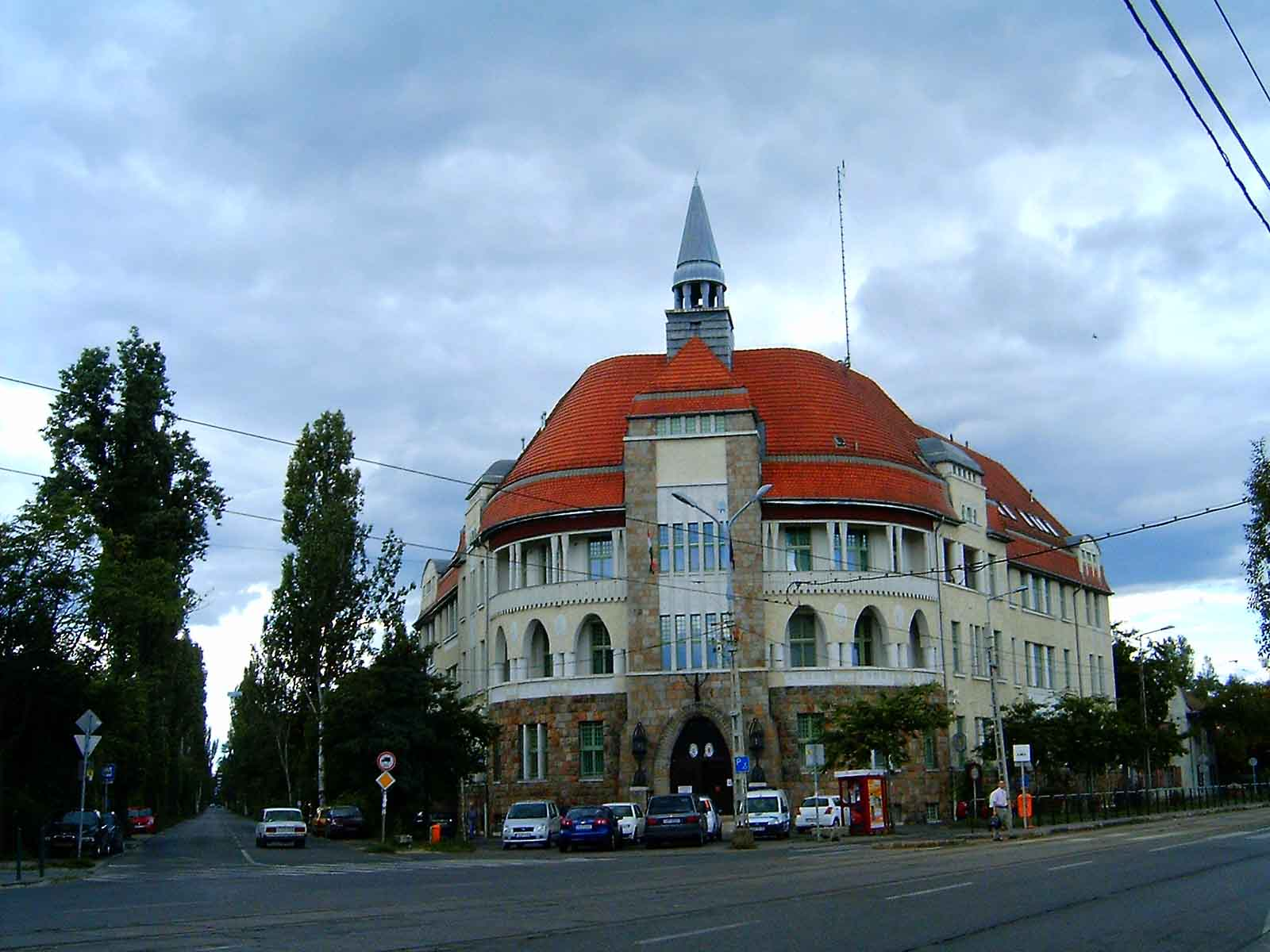
A kispesti rendőrpalota
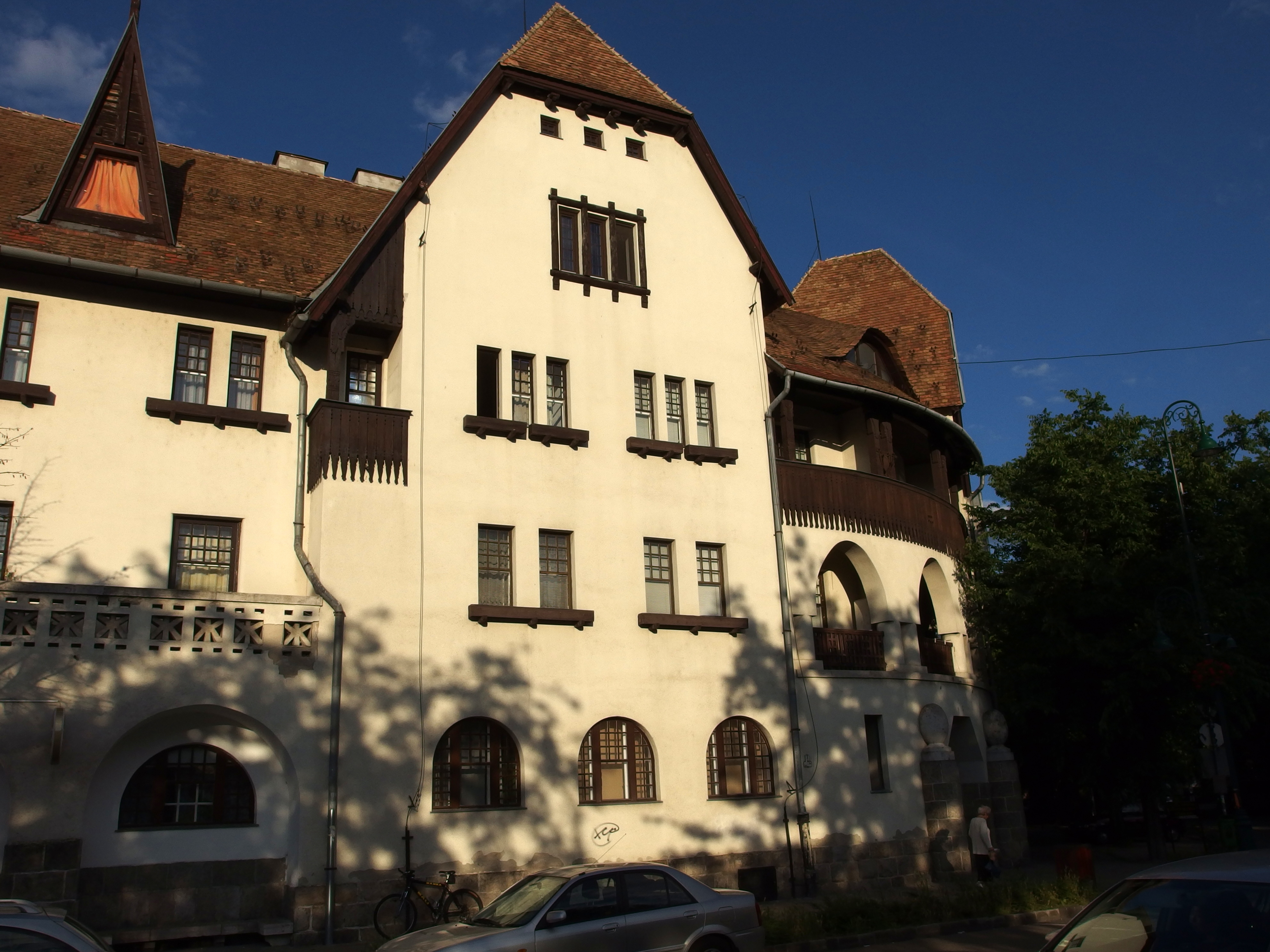
Wekerletelep, Kós Károly tér 4.
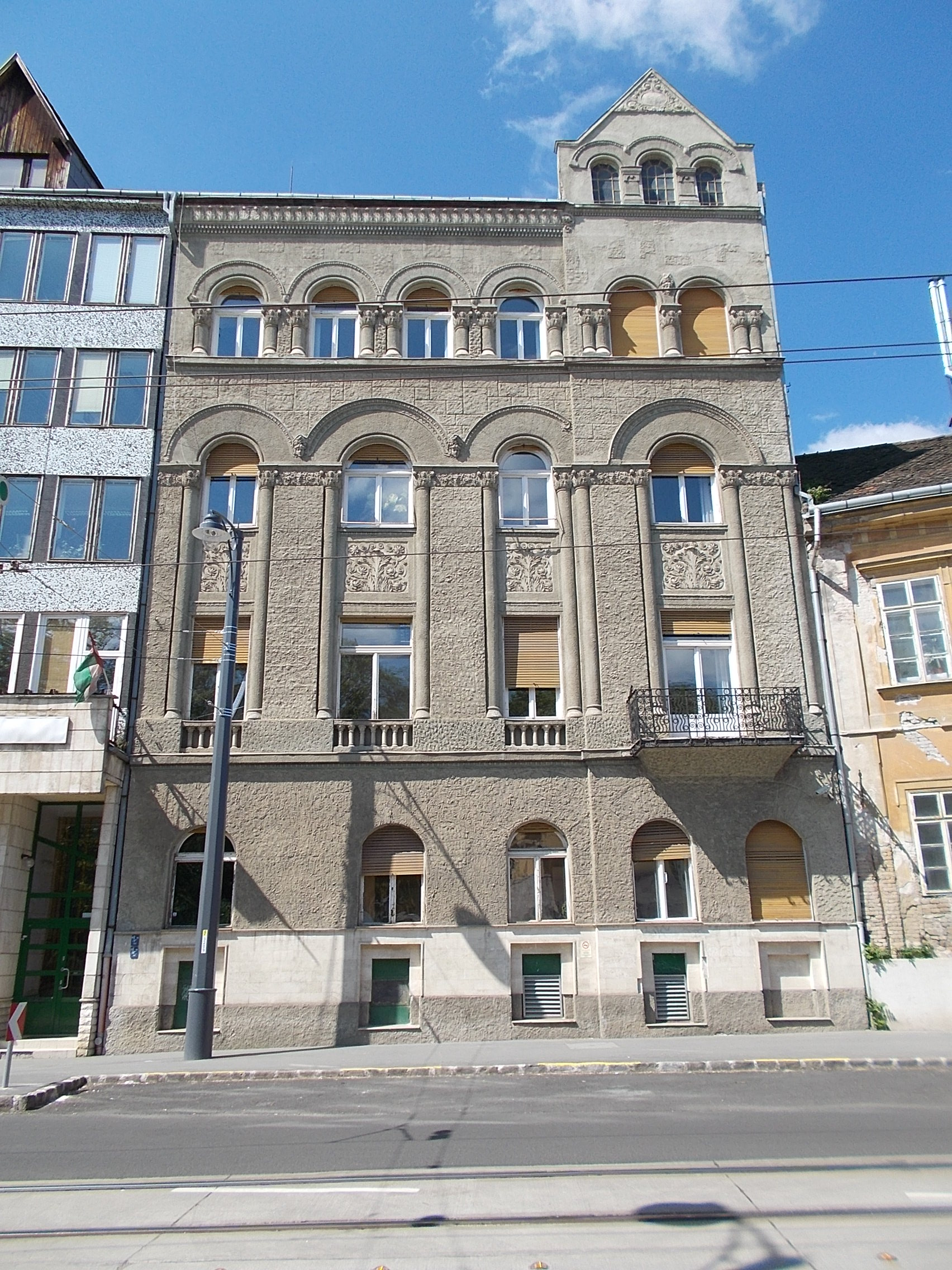
Az egykori Esplanade Szálló, Zsigmond u. 44.